# Roquebrune-sur-Argens
Roquebrune-sur-Argens är en kommun i departementet Var i regionen Provence-Alpes-Côte d'Azur i sydöstra Frankrike. Kommunen ligger i kantonen Le Muy som tillhör arrondissementet Draguignan. År 2022 hade Roquebrune-sur-Argens 15 006 invånare.

## Befolkningsutveckling
Antalet invånare i kommunen Roquebrune-sur-Argens
| Referens: INSEE |